# ミクロネシア連邦の国章
ミクロネシア連邦の国章（ミクロネシアれんぽうのこくしょう）は国連信託統治領時代のものをほぼ踏襲したものである。ロープをモチーフとした円の外周には、公用語である英語で国名が記され、内周には主要な作物であるココヤシが生えている小島と海、4つの星が描かれ、ミクロネシア連邦憲法が発効し実質的にミクロネシア連邦が発足した年である1979年と国の標語である「Peace, Unity, Liberty（平和、連帯、自由）」が記されている。4つの星はミクロネシアの4つの州（ヤップ州、チューク州、ポンペイ州、コスラエ州）を表している。